# Gli invincibili (serie televisiva)
Gli invincibili (The Protectors) è una serie televisiva avventurosa britannica ideata da Gerry Anderson e trasmessa dal settembre 1972 al marzo 1974 in due stagioni per un totale di 52 episodi. In Italia vennero trasmessi 51 episodi: 24 su Rai 1 dal 22 febbraio al 26 marzo 1979 e 27 su Canale 5 dal 15 settembre 1980 al 10 luglio 1981.
È la seconda serie di Anderson con protagonisti reali (anziché pupazzi) e l'unica serie non di fantascienza. È stata prodotta dalla ITC Entertainment. È stata una delle serie di maggior successo di Anderson ed era prevista anche una terza stagione ma il ritiro degli sponsor fece fallire il progetto.
Protagonisti sono Robert Vaughn, Nyree Dawn Porter e Tony Anholt (che lavorerà con Anderson anche nella seconda serie di Spazio 1999).

## Trama
Gli "Invincibili" sono un gruppo di tre investigatori europei: l'inglese Harry Rule è il leader e vive a Londra; la contessa italiana Caroline di Contini vive a Roma e dirige un'agenzia di investigazioni specializzata nei furti e nelle frodi di reperti artistici; il francese Paul Buchet vive a Parigi ed è il ricercatore del gruppo. Essi fanno parte di un'agenzia internazionale i Protectors del titolo inglese, che si occupa di proteggere gli innocenti, affrontando casi che vanno dai semplici rapimenti ad intrighi di spionaggio. I protagonisti sono tutti molto ricchi e guidano auto sportive e di lusso, come la Citroën SM e la Jensen Interceptor.
Come in Attenti a quei due, serie cult prodotta dalla ITC nello stesso periodo, anche Gli invincibili agiscono in scenari esotici del vecchio continente, da Salisburgo a Parigi, da Roma a Malta, dando alla serie una connotazione di jet set tipicamente anni sessanta.

## Produzione
Ispirata nelle tematiche e nei personaggi (il terzetto di investigatori protagonisti, due uomini e una donna) con ogni probabilità alla serie televisiva omonima britannica andata in onda otto anni prima, venne girata a colori (invece che il bianco e nero della precedente) ma, per risparmiare sugli alti costi di produzione, dovuti alla location sempre diversa degli episodi, la serie è stata girata su pellicola in formato 16 mm, anziché l'usuale 35 mm. 
Courtfield Mews, a Londra, è stato utilizzato come location delle riprese per la sede del gruppo.
Negli episodi non sempre compaiono tutti e tre gli attori, ad esempio in due casi il personaggio di Vaughn è assente, questo in linea con gli accordi presi dalla produzione che lasciò carta bianca nella realizzazione degli stessi.
Gli episodi della serie hanno una durata di 25 minuti ed è stata una delle ultime serie ad adottare questo formato. La minore durata degli episodi rispetto alla durata standard di 50 minuti utilizzata da altre serie, si tradusse in trame che erano piuttosto semplicistiche, con caratterizzazioni sacrificate a favore dell'azione molto frenetica, a causa del fatto che gli scrittori dovevano concentrare il più possibile entro un breve periodo.
Secondo quanto afferma Robert Vaughn nella sua autobiografia, ci sono stati numerosi problemi tra l'attore e la produzione, arrivando a definire la serie "spazzatura di cattivo gusto". Gerry Anderson, dal canto suo, affermò che l'attore americano si comportava come una "primadonna hollywoodiana" e rifiutava di andare d'accordo con i colleghi sul set. Gli fu anche offerto di dirigere un episodio (il numero 23 in ordine di produzione) che Anderson definì "il peggior episodio che avesse mai visto".

## Colonna sonora
Il tema musicale originale della serie, "Avenues and Alleyways", è un successo minore di Tony Christie ed è stato ripreso in parte dallo stesso autore per il film del 2000 Love, Honour and Obey. Questa è stata la prima serie di Anderson a non presentare musica composta da Barry Gray.
In Italia, per la tranche di episodi trasmessi da Rai 1 nel 1979, la serie ebbe una sigla di chiusura cantata da Jimmy Fontana, dal titolo Identikit, edita in un omonimo disco 45 giri, dove sul retro è incisa la versione in inglese. Nella sigla si delineavano le caratteristiche di un soggetto altamente pericoloso che andava preso "vivo o morto (preferibilmente morto)", un individuo "senza pietà, nemmeno per sé stesso", che "non lascerà che morte dietro di sé". Invece, per la tranche di episodi trasmessi da Canale 5 nel biennio 1980-1981 (tranne un episodio rimasto inedito) si ripristinò la sigla originale.

## Accoglienza
La serie ebbe un certo successo in tutta Europa: in Germania è nota come Kein Pardon für Schutzengel (letteralmente: "Nessuna pietà per gli Angeli Custodi"), mentre in Francia fu intitolata Poigne de fer et séduction (letteralmente: "Pugno di ferro e seduzione"). Questa differenza di titoli, come anche quello italiano, evidenzia un inconveniente che ha in parte ostacolato il successo per lo show. Infatti il titolo inglese, The Protectors, potrebbe far pensare che i protagonisti stessero interpretando delle guardie del corpo, ma pochissimi degli episodi hanno mostrato la squadra in questo ruolo, quindi il titolo non aveva molto senso ed era in realtà fuorviante per gli spettatori occasionali.
Negli Stati Uniti d'America la serie non è stata trasmessa da una rete televisiva, ma da varie syndication per cui ha avuto un impatto minore, nonostante il protagonista Robert Vaughn fosse una popolare star americana. In Italia la serie ebbe un discreto successo anche grazie alla sigla finale sopra citata.

## Episodi
In Italia la serie venne trasmessa in due tranche di episodi, da Rai 1 tra febbraio e marzo del 1979 e da Canale 5 tra settembre del 1980 al luglio del 1981, proponendoli alla rinfusa e non nell'ordine originale della trasmissione britannica.
| Stagione         | Episodi | Prima TV UK | Prima TV Italia |
| ---------------- | ------- | ----------- | --------------- |
| Prima stagione   | 26      | 1972-1973   | 1979-1981       |
| Seconda stagione | 26      | 1973-1974   | 1979-1981       |